# Néstor Kirchner
Néstor Carlos Kirchner Ostoic (Río Gallegos, 25 de febrer de 1950 - El Calafate, 27 d'octubre de 2010) va ser un polític i advocat argentí, pertanyent al Partit Justicialista i al Front per a la Victòria, 54è President de la Nació Argentina, càrrec que va exercir des del 25 de maig de 2003 fins al 10 de desembre de 2007. Va succeir Eduardo Duhalde, que havia de completar el mandat inconclús de Fernando de la Rúa però va renunciar abans de temps, pel que va exercir el seu mandat en els quatre anys corresponents a més dels pocs mesos restants del mandat inconclús de l'expresident radical. Kirchner va ser succeït el 2007 per la seva dona Cristina Fernández. En conseqüència, es va convertir en el primer primer cavaller de la història argentina.
Abans, havia estat intendent de Río Gallegos (1987-1991) i governador de la província de Santa Cruz (1991-2003). El 2009 va ser elegit diputat de la Nació Argentina per la Província de Buenos Aires, amb mandat des del 10 de desembre de 2009 fins al 10 de desembre de 2013. Des del 4 de maig de 2010 exercia com a secretari general de la Unió de Nacions Sud-americanes (Unasur).
Durant el seu govern, van ser anul·lades les lleis de Punt Final i d'Obediència Deguda. Fou succeït en el càrrec de president per la seva esposa, Cristina Fernández.
Morí el 27 d'octubre de 2010 en una clínica de la població argentina d'El Calafate, als 60 anys, a causa d'un atac de cor.

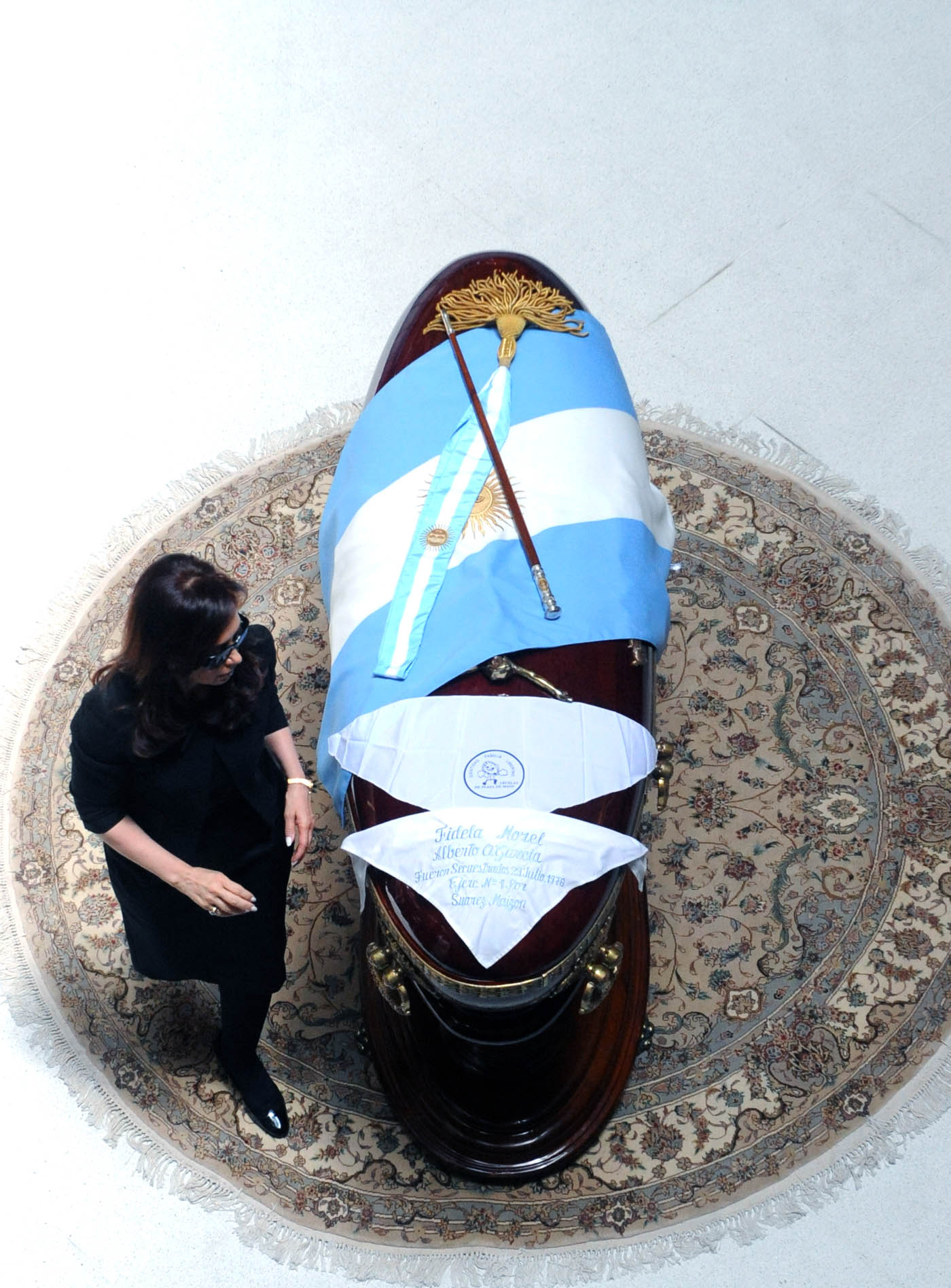
Cristina Fernández al costat del feretre de Kirchner a la Casa Rosada.